# Cannondale Bicycle Corporation
Cannondale Bicycle Corporation là một công ty sản xuất xe đạp của Mỹ, là công ty con của tập đoàn Dorel Industries, Canada. Công ty có trụ sở đặt tại Wilton, Connecticut và nhà máy tại Trung Quốc cũng như Đài Loan.

## Lịch sử
Công ty được Joe Montgomery, Jim Catrambone và Ron Davis thành lập vào năm 1971 để sản xuất ba lô, túi cắm trại và xe moóc kéo bởi xe đạp. Một trong những sản phẩm thành công nhất của họ là Bugger, một xe moóc chở trẻ em, mặc dù bộ phận tiếp thị Cannondale dường như không biết về nghĩa khác của từ này trong tiếng Anh ở Vương Quốc Anh.
Ngày nay, Cannondale sản xuất nhiều loại xe đạp cao cấp khác nhau, và chúng không còn được lắp ráp bằng tay tại Mỹ nữa. Đây là một công ty chuyên về xe đạp sườn nhôm và cacbon (chứ không phải thép hay titan), một công nghệ mà họ là những người tiên phong. Tên của công ty được lấy từ tên nhà ga xe lửa Cannondale, tuyến Metro North, nằm ở Wilton, Connecticut.